# Municipio de Whiteville (condado de Jefferson)
El municipio de Whiteville (en inglés: Whiteville Township) es un municipio ubicado en el condado de Jefferson en el estado estadounidense de Arkansas. En el año 2010 tenía una población de 2050 habitantes y una densidad poblacional de 22,59 personas por km².

## Geografía
El municipio de Whiteville se encuentra ubicado en las coordenadas 34°6′11″N 92°0′29″O / 34.10306, -92.00806. Según la Oficina del Censo de los Estados Unidos, el municipio tiene una superficie total de 90.73 km², de la cual 90,15 km² corresponden a tierra firme y (0,64 %) 0,58 km² es agua.

## Demografía
Según el censo de 2010, había 2050 personas residiendo en el municipio de Whiteville. La densidad de población era de 22,59 hab./km². De los 2050 habitantes, el municipio de Whiteville estaba compuesto por el 65,56 % blancos, el 31,46 % eran afroamericanos, el 0,29 % eran amerindios, el 0,63 % eran asiáticos, el 0,39 % eran de otras razas y el 1,66 % eran de una mezcla de razas. Del total de la población el 1,07 % eran hispanos o latinos de cualquier raza.